# Heinrich Stevens

Heinrich Stevens (r.) mit dem Radrennfahrer Peter Günther

Johann Heinrich Stevens (* 16. Februar 1881 in Aachen; † 18. Mai 1940 in Köln) war ein deutscher Radsportjournalist, -organisator und Präsident des Bundes Deutscher Radfahrer.
Heinrich Stevens war ein umtriebiger Radsportfunktionär und -organisator. Vor dem Ersten Weltkrieg war er Mitarbeiter der Werbe-Abteilung der Presto-Fahrradwerke, leitete mehrere Rennmannschaften deutscher Fahrradwerke und veranstaltete Straßenfernfahrten wie den Großen Sachsenpreis. In den ersten Nachkriegsjahren wirkte er erfolgreich auf die britischen Besatzer ein, wieder frühzeitig Radrennen in Köln zuzulassen und machte sich um die Organisation von „Rund um Köln“ verdient. 1919 begründete er gemeinsam mit Weltmeister Walter Rütt eine Rennfahrerschule im Rheinland. Als Pächter verschiedener Radrennbahnen wurde er auch als Direktor bezeichnet.
Von 1923 bis 1924 war Stevens Präsident des Bundes Deutscher Radfahrer, auch über mehrere Jahre Vizepräsident des Weltradsportverbandes Union Cycliste Internationale (UCI). Als Inhaber dieser Ämter war er maßgeblich daran beteiligt, dass die deutschen Meisterschaften 1924 und 1928 sowie die Straßen- und die Bahn-Weltmeisterschaften im Jahr 1927 in Köln stattfanden, die er auch organisierte. Daneben war er als Journalist und Verlagsdirektor tätig.
Seit 1918 war Stevens mit Maria Bove (* 1885) verheiratet. Er verstarb im Alter von 59 Jahren an Herzmuskelschwäche in einem Krankenhaus in Köln-Deutz. Die Grabstätte der Eheleute befand sich im alten Ehrenfelder Teil des Kölner Melaten-Friedhofs. Sie wurde in den 2010er Jahren abgeräumt.
Anfang der 1950er Jahre äußerte sich der in die USA emigrierte jüdische Radsportmanager Ernst Berliner in Briefen an den Berliner Radsportjournalisten Fredy Budzinski kritisch über Stevens: Dieser sei zwar „unbestritten eine große propagandistische Persönlichkeit“ gewesen, habe aber auch viel  Geld verpulvert und mehrere Radrennbahnen in den Ruin getrieben. Zudem sei Stevens Mitglied der NSDAP gewesen.
In Köln ist der Heinrich-Stevens-Weg im Kölner Stadtwald, nahe dem Radstadion, nach ihm benannt. Ebenfalls in der Nähe befindet sich die ehemalige Stadtwaldbahn, die vor dem Ersten Weltkrieg als Radrennbahn genutzt wurde.